# Paramedisch Interventieteam

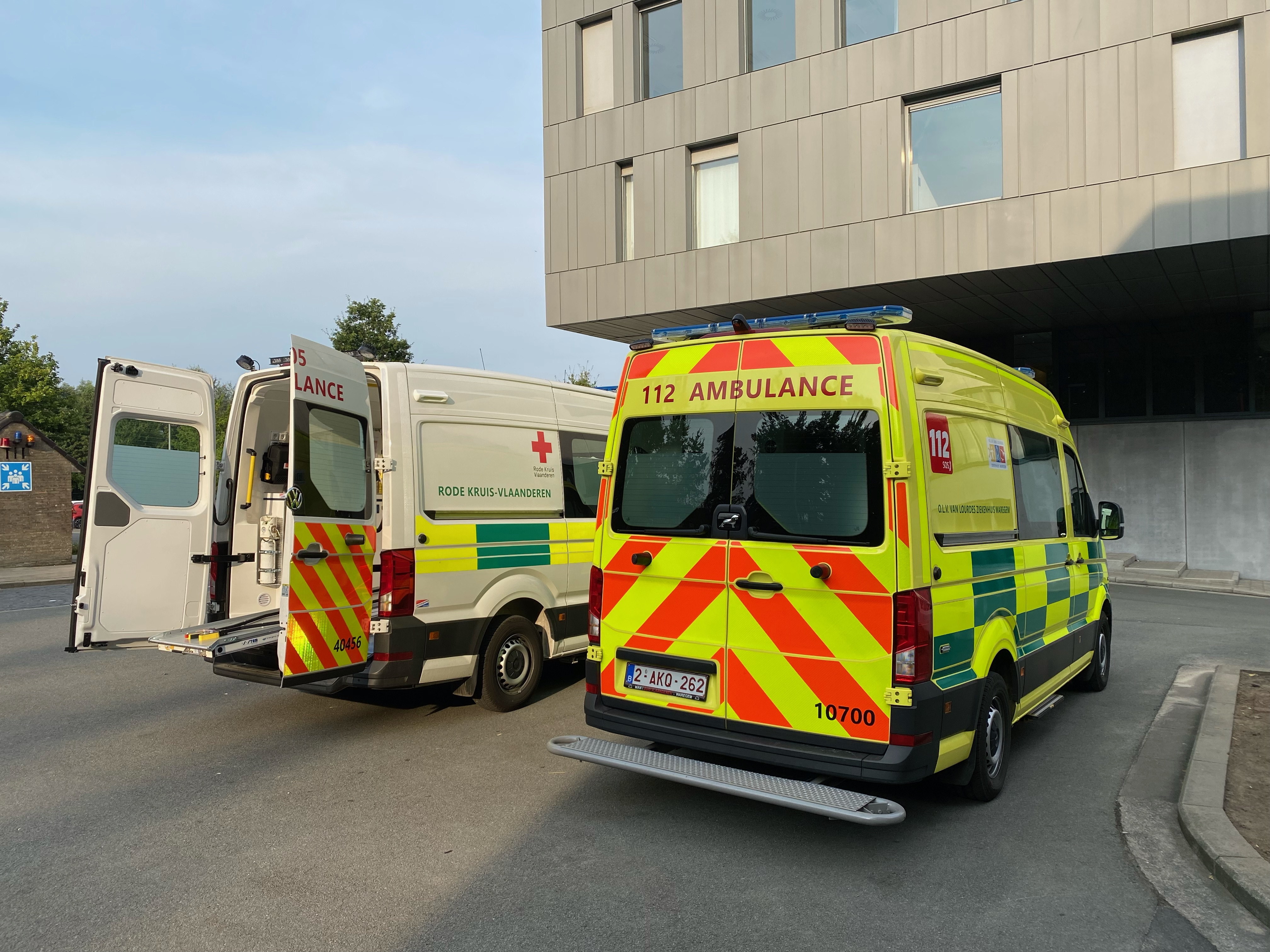
MAN TGE PIT-voertuig van het O.L.V. van Lourdes ziekenhuis in Waregem (rechts) samen met een intermediare Volkswagen Crafter ziekenwagen van Rode Kruis-Vlaanderen (links)

Een Paramedisch Interventieteam (PIT) is een medische eenheid die in België ingeschakeld wordt in de Dringende Geneeskundige Hulpverlening (het 112-systeem) en gespecialiseerdere zorg kan bieden aan een patiënt dan een klassieke ambulance. Een PIT is in feite een gewone ambulance die in plaats van twee hulpverlener-ambulanciers een ambulancier en een spoedverpleegkundige (een verpleegkundige met de bijzondere beroepstitel in de intensieve zorg en spoedgevallenzorg) aan boord heeft. Visueel is er geen verschil tussen een gewone 112-ziekenwagen en een PIT-voertuig. Beide hebben een gele basiskleur, dubbele rijen Battenburgmarkeringen en de indicatie "112 ambulance" op de voor- en achterkant. Ze zijn gestationeerd bij de spoedgevallendiensten van ziekenhuizen, net zoals Mobiele Urgentiegroepen (MUG's). Enkel de erkende spoedgevallendiensten (de functies "gespecialiseerde spoedgevallenzorg") komen hiervoor in aanmerking. Anno 2016 zijn er 21 erkende PIT's in België.

## Geschiedenis
De Paramedische Interventieteams werden in 2007 voorgesteld als proefproject door de Federale Overheidsdienst Volksgezondheid voor gebieden waar de aanrijtijd van een MUG te lang was. De eerste PIT-teams kwamen er in 2008. Daarmee zijn de PIT's dus een redelijk recent fenomeen. Sindsdien is het aantal PIT's uitgebreid. Begin 2014 bracht de Nationale Raad voor Ziekenhuisvoorzieningen (NRZV) een advies uit met betrekking tot de erkenning van de PIT als ziekenhuisfunctie, de artikelen van de ziekenhuiswet die van toepassing zouden moeten worden verklaard op de PIT-functie en eventuele programmatiecriteria. De bedoeling is dat de PIT als een volwaardig middel in de Dringende Geneeskundige Hulpverlening zal worden beschouwd naast de klassieke ambulances en de MUG-diensten.

## Personeel
Een PIT-team bestaat minstens uit een spoedverpleegkundige (met de bijzondere beroepstitel in de intensieve zorg en spoedgevallenzorg) en een hulpverlener-ambulancier. Een gewone ambulance moet minstens twee hulpverlener-ambulanciers aan boord hebben. Omdat een spoedverpleegkundige hoger is opgeleid dan een ambulancier kan een PIT een hoger niveau van zorg leveren dan een klassieke ambulance. Ambulanciers moeten namelijk een basisopleiding hebben gevolgd van minstens 160 uren in een provinciale ambulanciersschool en erkend zijn door de Federale Overheidsdienst Volksgezondheid. Ambulanciers mogen geen medische handelingen uitvoeren (zoals het plaatsen van een intraveneuze katheter, het toedienen van geneesmiddelen of het intuberen van patiënten). Een spoedverpleegkundige daarentegen moet om de bijzondere beroepstitel in de intensieve zorg en spoedgevallenzorg te verkrijgen een bachelordiploma in de verpleegkunde hebben en daarbovenop een postgraduaat (vroeger: bachelor na bachelordiploma of banaba) intensieve zorg en spoedgevallenzorg. De spoedverpleegkundige mag aan de hand van vooraf opgestelde procedures, de zogenaamde 'staande orders', zelfstandig een aantal medische handelingen uitvoeren die normaalgezien aan artsen zijn voorbehouden. PIT's fungeren daarmee als tussenniveau tussen een ambulance en een MUG.

## Werking

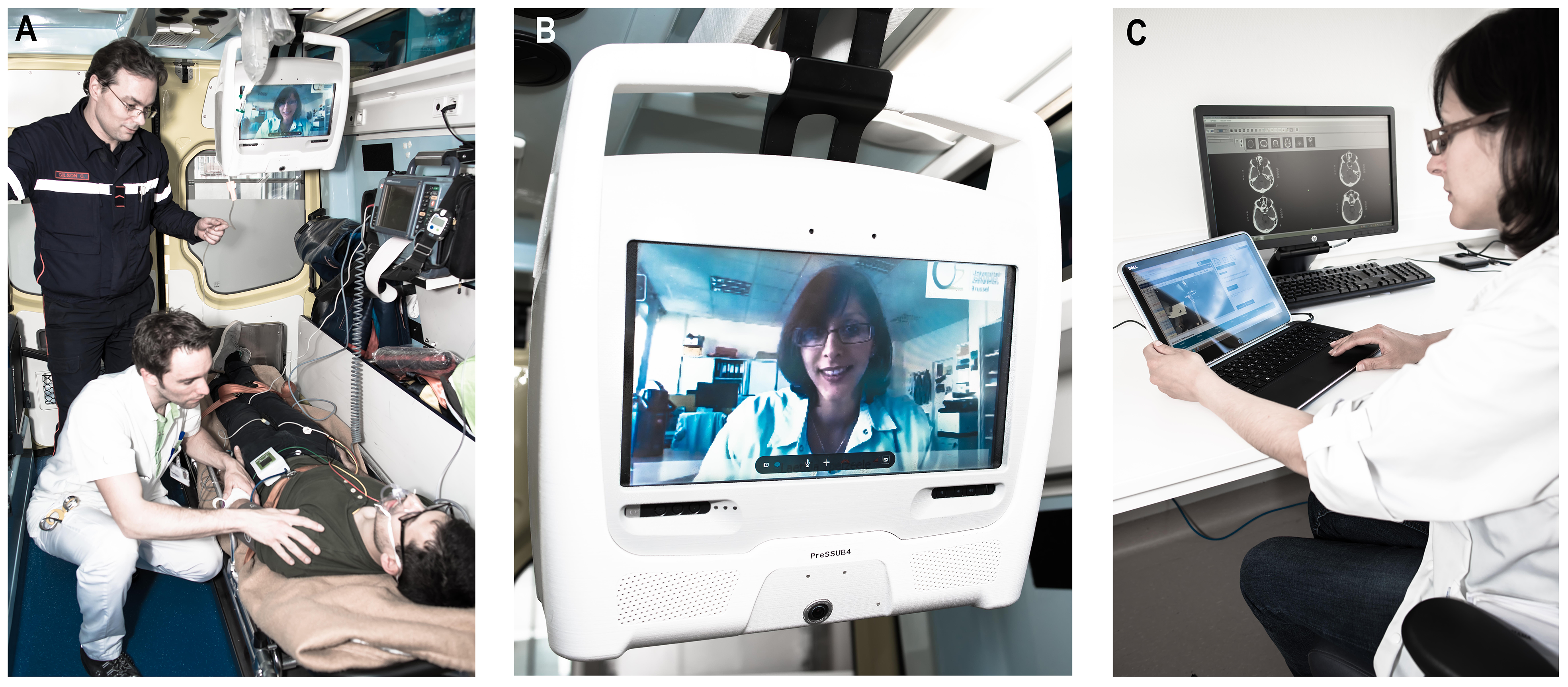
Teleconsultatie in de PIT-ambulance van het UZ Brussel. De technologie wordt voornamelijk ingezet bij vermoede beroertes.

Een PIT kan worden ingeschakeld door de Noodcentrale 112 (NC 112) indien uit een noodoproep blijkt dat een patiënt een hoger niveau van monitoring of zorg nodig heeft dan een gewone ambulance kan bieden, maar niet in potentieel levensgevaar is (en waarbij een MUG-tussenkomst dus niet noodzakelijk is). De Noodcentrale 112 kan dit bepalen aan de hand van de Belgische Handleiding voor Medische Regulatie (BHMR). MUG-teams bieden voornamelijk gespecialiseerde zorgen aan patiënten met ernstige en levensbedreigende problemen, zoals patiënten met een hart- en ademhalingsstilstand of een zwaar trauma. Indien ter plaatse blijkt dat de patiënt toch in levensgevaar is kan de PIT alsnog om MUG-bijstand vragen. Net als een gewone ambulance vervoert de PIT de patiënt (indien nodig) zelf naar het ziekenhuis dat de Noodcentrale 112 aanwijst (een patiënt heeft binnen de Dringende Geneeskundige Hulpverlening geen keuzevrijheid over het ziekenhuis waar hij naartoe gevoerd wordt).
Voor elke PIT is een referentiearts uit hun basisziekenhuis verantwoordelijk. Alle PIT's beschikken over een gsm om ter plaatse contact op te kunnen nemen met deze referentiearts (normaalgezien een spoedarts) voor ondersteuning. Alle PIT's zijn daarnaast, net als alle ambulances en MUG-teams, voorzien van radiocommunicatiemiddelen voor het ASTRID-netwerk om met de Noodcentrale 112 te communiceren. Sommige PIT's, zoals die van het UZ Brussel, beschikken ook over apparatuur voor telegeneeskunde waarmee vanuit de ambulance gecommuniceerd kan worden met een arts uit hun basisziekenhuis of hun referentiearts. De arts kan dan vanop afstand de patiënt zien aan de hand van een camera die in het voertuig is geïnstalleerd en de patiënt kan de arts zien op een beeldscherm. Zo kan de arts de toestand van de patiënt al inschatten voordat die in het ziekenhuis is aangekomen.
Sommige PIT's werken als tussenoplossing in gebieden waar de aanrijtijd van een MUG lang is. Ze werken dan als 'buffer' om het zogenaamde therapievrij interval (de tijd dat een levensbedreigde patiënt zonder gespecialiseerde zorgen zit) te beperken in afwachting van de MUG.
In Brugge vond vanaf 2010 tevens een proef plaats met het AZ Sint-Jan en het AZ Sint-Lucas waarbij beide ziekenhuizen over een PIT beschikken. Deze PIT kon bijkomend bemand worden met een MUG-arts waardoor de PIT als zogenaamde 'PIT+' oftewel 'MUGP' uitrukte. Dit proefproject werd echter door de overheid beëindigd en beide functies werden gespreid over een gewone PIT en MUG.

## Standplaatsen
Dit overzicht is mogelijk incompleet; u kunt helpen door het uit te breiden.
Er zijn 51 PIT-standplaatsen in België, waarvan 32 in Vlaanderen, 16 in Wallonië en 3 in het Brussels Hoofdstedelijk Gewest.
| Identificatienummer | Roepnaam                 | Standplaats                                     | Stad       | Provincie | Gewest     |
| ------------------- | ------------------------ | ----------------------------------------------- | ---------- | --------- | ---------- |
| 104101              | PIT Essen                | Zorgpunt Grens i.s.m. Algemeen Ziekenhuis Klina | Essen      | Antwerpen | Vlaanderen |
|                     | PIT Antwerpen Vincentius | ZAS Vincentius                                  | Antwerpen  | Antwerpen | Vlaanderen |
| 102101              | PIT Antwerpen Cadix      | ZAS Cadix                                       | Antwerpen  | Antwerpen | Vlaanderen |
| 103001              | PIT Antwerpen Zuid       | ZAS Middelheim                                  | Antwerpen  | Antwerpen | Vlaanderen |
| 112001              | PIT Bonheiden            | Imeldaziekenhuis                                | Bonheiden  | Antwerpen | Vlaanderen |
| 114001              | PIT Bornem               | AZ Rivierenland campus Bornem                   | Bornem     | Antwerpen | Vlaanderen |
| 104001              | PIT Brasschaat           | Algemeen Ziekenhuis Klina                       | Brasschaat | Antwerpen | Vlaanderen |
| 105001              | PIT Edegem               | Universitair Ziekenhuis Antwerpen               | Edegem     | Antwerpen | Vlaanderen |
| 110001              | PIT Lier                 | Heilig-Hartziekenhuis (Lier)                    | Lier       | Antwerpen | Vlaanderen |
| 111001              | PIT Mechelen             | Algemeen Ziekenhuis Sint-Maarten                | Mechelen   | Antwerpen | Vlaanderen |
| 113001              | PIT Mol                  | Heilig-Hartziekenhuis (Mol)                     | Mol        | Antwerpen | Vlaanderen |
| 100001              | PIT Rumst                | AZ Rivierenland campus Rumst                    | Rumst      | Antwerpen | Vlaanderen |

## Kritiek
Een aantal mensen, waaronder urgentiearts Luc Beaucourt, hadden kritiek op de introductie van de Paramedische Interventieteams omdat de MUG-teams zo minder zouden worden ingezet en de MUG-artsen zo ervaring zouden verliezen. Bovendien zou het wegvallen van MUG-interventies het beroep van spoedarts nog minder aantrekkelijk maken dan het al is. Ook vreesden sommige brandweerkorpsen dat hun vrijwillige ambulanciers door een gebrek aan oproepen gedemotiveerd zouden raken.